# Plika

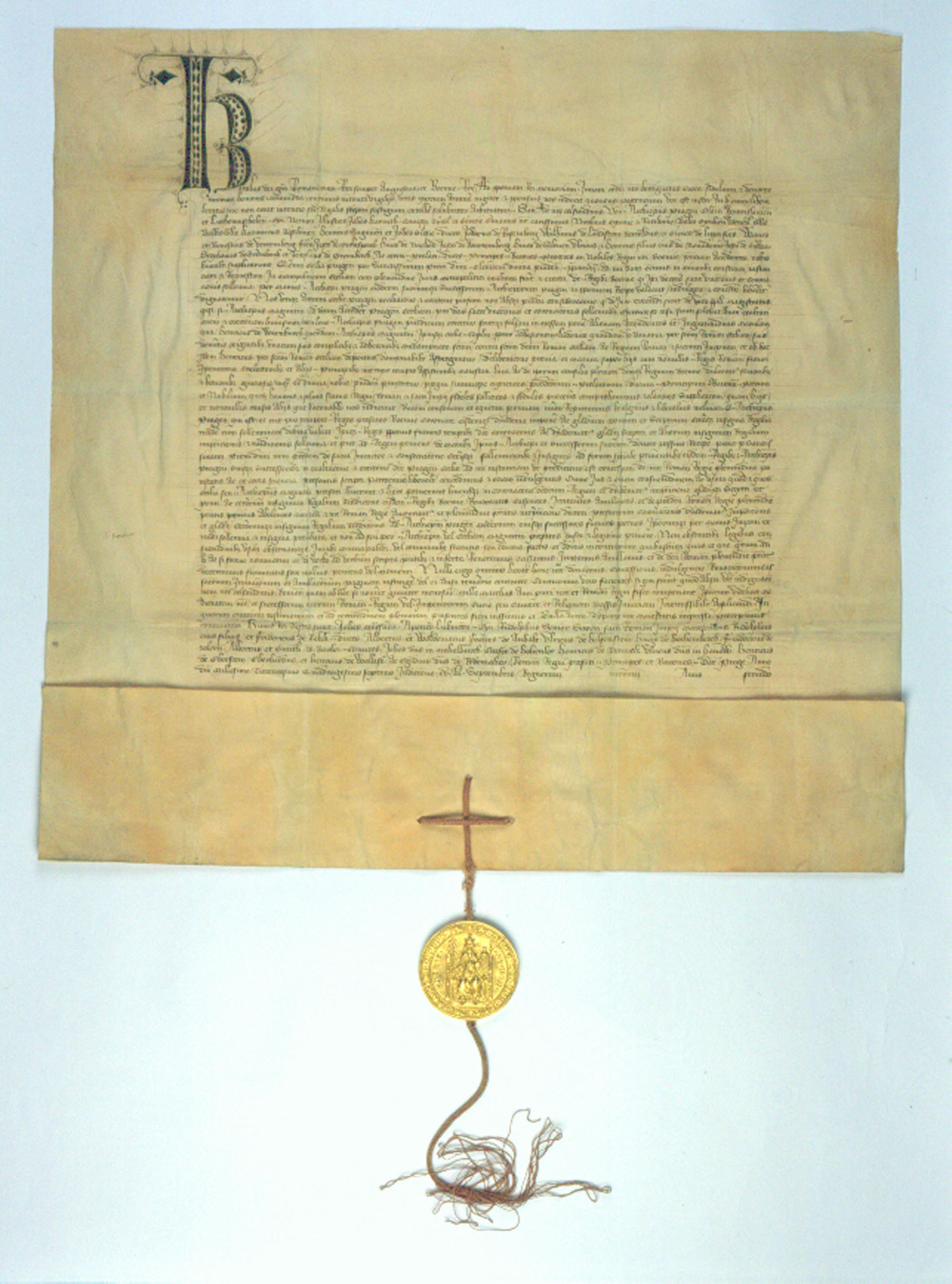
Plika na listině Karla IV.

Plika (z latinského plica – záhyb) je v pomocných vědách historických označení pro zesílení (zdvojení) dolního okraje listiny, který vznikl přeložením pergamenu. Plika sloužila k tomu, aby mohla být pečeť pevněji přivěšena.
Toto umělé zesílení zvýšilo odolnost proti protrhnutí pergamenu, který musel být prostřižen, aby jím mohla být protažena šňůra nebo pergamenový proužek pro připojení jedné nebo více pečetí.